# یالاها (فلوریدا)
یالاها (به انگلیسی: Yalaha) یک منطقهٔ مسکونی در ایالات متحده آمریکا است که در شهرستان لیک، فلوریدا واقع شده‌است. یالاها ۳۸٫۶ کیلومتر مربع مساحت و ۱٬۱۷۵ نفر جمعیت دارد و ۲۳ متر بالاتر از سطح دریا واقع شده‌است.